# Hyperloop

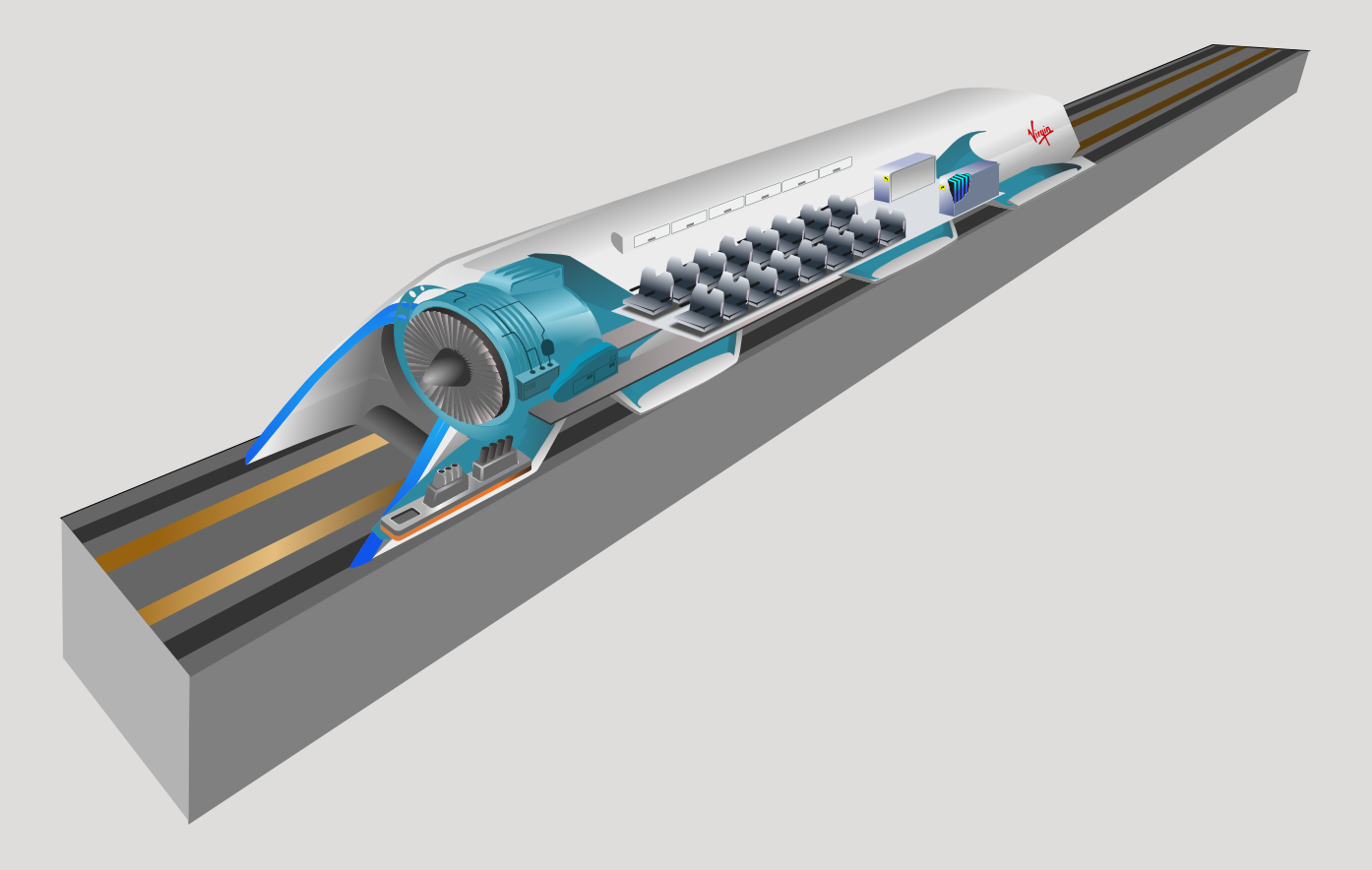
Modellbild der Variante einer auf einem Luftpolster gleitenden und durch ein Gebläse angetriebenen Kapsel

Längsschnitt der Variante einer auf einem Luftpolster gleitenden und durch ein Gebläse angetriebenen Kapsel

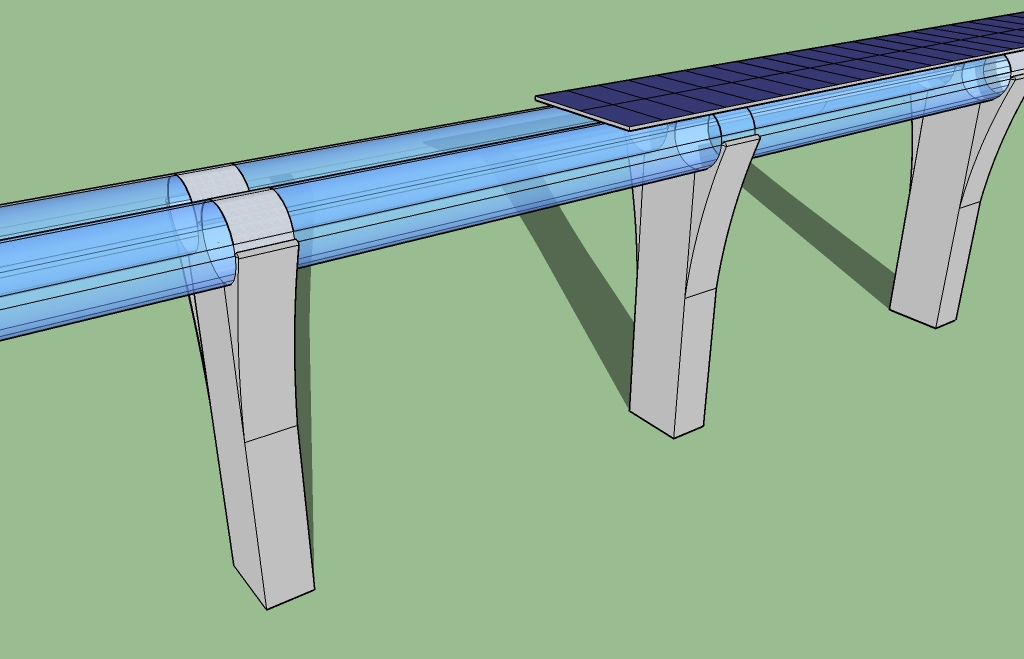
Modell des Hyperloop-Systems mit aufliegenden Solarzellen. Die Röhren sind zu Anschauungszwecken transparent dargestellt.

Der Hyperloop ist ein von Elon Musk im Jahr 2013 vorgestelltes Konzept für ein Hochgeschwindigkeitsverkehrssystem, bei dem sich Kapseln (engl. pod)  in einer weitgehend luftleeren Röhre in Magnetfeldern, wie beim Transrapid gleitend, mit nahezu Schallgeschwindigkeit fortbewegen sollen. In der Nähe von Stationen sollen Linearmotoren wie bei einer Magnetschwebebahn hohe Beschleunigungen ermöglichen, während bei erreichter Reisegeschwindigkeit elektrisch betriebene Kompressoren genügend Vortrieb erzeugen sollen. Die Energie soll von auf der Röhre montierten Solarzellen generiert werden.
Damit sei es möglich, auf Strecken deutlich schneller und umweltfreundlicher als mit dem Flugzeug und gleichzeitig deutlich günstiger als mit der Bahn zu reisen. Nach zahlreichen unbemannten Testfahrten wurde im November 2020 erstmals eine kurze Testfahrt mit Fahrgästen umgesetzt.
Nach der ursprünglichen Veröffentlichung des Konzepts wurden die finanziellen und technologischen Annahmen in Zweifel gezogen, und eine Vielzahl der ursprünglichen Projekte mussten aufgegeben werden.

## Technik

### Konzept
Das Konzept setzt auf Stahlbeton-Stützen mit zwei nebeneinander liegenden Fahrröhren aus Stahl, in denen ein starker Unterdruck herrscht. Dieser soll Reisen knapp unterhalb der Schallgeschwindigkeit ermöglichen. In den Röhren sollen sich Kapseln mit Platz für 28 Passagiere bewegen. Größere Kapseln sollten Autos und andere Lasten transportieren. Sie sollten reibungsarm auf einem 0,5 bis 1,3 Millimeter dicken Luftpolster gleiten. Die vor den Fahrzeugen angesaugte Luft sollte zum kleineren Teil zur Herstellung des Luftfilms dienen und zum größeren Teil in einem Rohr unter der Kapsel hindurchgeführt und durch eine rückwärtige Düse ausgestoßen werden.
Die meisten beteiligten Unternehmen und Forschungseinrichtungen planen inzwischen aber ein elektromagnetisches Schwebesystem wie es beim Transrapid eingesetzt wurde. Laut Ursprungskonzept soll es möglich sein, auf Strecken von bis zu 1200 Kilometern deutlich schneller und umweltfreundlicher als mit dem Flugzeug und gleichzeitig deutlich günstiger als mit der Bahn zu reisen.
Antrieb und Bremsung sollen über asynchrone Langstator-Linearmotoren erfolgen, die ebenfalls bei Magnetschwebebahnen wie dem Transrapid angewandt wurden. Für Notfälle sind zusätzlich mechanische Bremsen und elektrischer Radantrieb vorgesehen. Die Stromversorgung soll über Solarenergie erfolgen.

### Kosten
Durch oberirdische Verlegung der Fahrröhren entlang bestehender Autobahn-Trassen sollen die Kosten des Fahrwegs als teuerstem Teil des Konzeptes niedrig gehalten werden. Es setzt in wichtigen Teilen generell auf Verwendung bereits verbreiteter und günstig verfügbarer Technik.

### Abmessungen
Die vorwiegend aus Aluminium konstruierten Kapseln sollen einen Durchmesser von 2,2 Metern haben. Sie sollen ein Leergewicht von 3 bis 3,5 Tonnen mit einer Zuladung von 12 beziehungsweise 22,5 Tonnen bei den Lastenkapseln haben. Die Stahlfahrröhren sollen einen Durchmesser von 2,23 oder 3,3 Metern bei einer Wandstärke von 20 bis 25 Millimetern erhalten und ihr Innendruck bei 100 Pascal gehalten werden, einem Tausendstel des Normaldrucks. Die Stützpfeiler sollen in einem mittleren Abstand von etwa 30 Meter stehen und durch Dämpfungselemente gegen Erdbeben gesichert werden.

### Energieverbrauch
2013 gab SpaceX für eine hypothetische Strecke zwischen Los Angeles und San Francisco einen Energieverbrauch von 4,4 kWh/100 km pro Person (bei voller Auslastung mit 840 Personen) an. Die Energie für die Errichtung und Unterhaltung der Fahrwege blieb darin allerdings unberücksichtigt. Im Vergleich dazu benötigt ein ICE 3 bei voller Auslastung etwa 8,4 kWh/100 km pro Person und ein Flugzeug mindestens 30 kWh/100 km pro Person.
Aussagen, wonach ein nennenswerter Teil der für den Hyperloop notwendigen Energie von auf den Röhren montierten Solarmodulen bezogen werden kann oder dabei sogar ein Überschuss produziert werden kann, werden angezweifelt.

## Vergleich zu California High-Speed Rail
Musk entwickelte das Konzept nach eigener Aussage als kostengünstigere und sicherere Alternative zu dem California High-Speed Rail (CAHSR) zunächst für die Verbindung zwischen Los Angeles und San Francisco. Er behauptete, eine Fahrzeit von 35 min für die 570 km lange Strecke erreichen zu können. Für diese kalkuliert Musk Kosten zwischen sechs und siebeneinhalb Milliarden US-Dollar. 
Anders als für einen Hochgeschwindigkeitszug muss für den Hyperloop die zugrunde liegende Technik erst noch entwickelt werden, während die Trasse für den Hochgeschwindigkeitszug inzwischen bereits im Bau ist. Musks Vorschlag wurde von verschiedener Seite heftig kritisiert, unter anderem wurde angeführt, die Kostenannahmen seien unrealistisch und die Route verbinde nicht die Innenstädte, sondern nur Vororte.

## Entwicklung
Die grundlegende Idee der Fortbewegung ohne Luftwiderstand in einer evakuierten Röhre stellte George Medhurst bereits im Jahr 1812 vor. Früheste Konzepte für Fortbewegung in (teil-)evakuierten Röhren sind bereits aus den 1900er und 1910er Jahren bekannt. Der Raketenforscher Robert Goddard entwickelte 1904 als Student an der Worcester Polytechnic Institute in den USA das Konzept eines Vacuum Tube Transportation System. Die Idee veröffentlichte er als Teil einer Kurzgeschichte. Ein Patent wurde postum im Jahr 1950 anerkannt. Der sowjetische Forscher Boris Weinberg entwickelte unabhängig ein nahezu identisches Konzept. Auch der Erfinder der Magnetschwebebahn, Hermann Kemper, erkannte 1938 den idealen Einsatz seiner Technologie in einer Vakuumröhre. Seit den 1970er Jahren wurden mehrere Konzepte veröffentlicht, die auch breitere Bekanntheit erlangten, jedoch bisher nie umgesetzt wurden.
Musk begann die Konzeption von Hyperloop aus Unzufriedenheit mit der Entwicklung des Hochgeschwindigkeitszug-Projekts California High-Speed Rail. Inspiriert wurde Musk nach Presseberichten von ET3, einem seit Ende der 1990er bestehenden Konzeptes für Vakuumröhrenbahnen des Erfinders und Geschäftsmannes Daryl Oster. Musk sprach erstmals am 12. Juli 2012 öffentlich über seine Idee und über Charakteristika und Umsetzungsperspektiven dafür. In einer informellen Gruppe mit etwa einem Dutzend Mitarbeitern seiner Unternehmen Space X und Tesla Motors arbeitete er das Konzept im Laufe des folgenden Jahres aus und veröffentlichte es im August 2013.
Für die weitere Entwicklung regt Musk ein offenes, partizipatives Konzept vergleichbar der Entwicklung freier Software an und bittet um Einsendung von Verbesserungen. Im August 2013 veröffentlichte er dafür ein White Paper, in dem er unter anderem folgendes schreibt.

„Einzigartig an Hyperloop ist auch, dass es ein offenes Entwicklungskonzept ist, ähnlich wie Linux. Resonanz aus der Gemeinschaft, welche hilft, die Konstruktion zu verbessern und das Konzept in die Realität umzusetzen, ist erwünscht.“

Im Juni 2015 gab Musk bekannt, einen Wettbewerb unter dem Namen SpaceX Hyperloop Pod Competition zu veranstalten, um die Entwicklung zu beschleunigen. Hierfür ließ er eine Teststrecke mit einer Länge von einer englischen Meile (etwa 1,6 km) im kalifornischen Hawthorne bauen. Mit dem Bau wurde im Januar 2016 das Unternehmen AECOM beauftragt. Die Röhre, in der komplette Prototypen getestet werden können, hat einen Durchmesser zwischen 4 und 5 Fuß (etwa 1,2–1,5 m). Nebenbei besteht für die teilnehmenden Teams die Möglichkeit, sich mit Subkomponenten an einem Konstruktions-Workshop an der Texas-A&M-Universität zu beteiligen. Die Jury wird aus unabhängigen Ingenieuren von SpaceX bestehen. Bereits eine Woche nach der Bekanntgabe der Hyperloop Pod Competition hatten sich über 700 Teilnehmer angemeldet. Dazu gehören auch Teams von Universitäten. Am 30. Januar 2016 gab die den Wettbewerb ausrichtende Texas-A&M-Universität bekannt, dass von den 120 eingereichten Vorschlägen 22 für die nächste Runde und damit für den Test auf der noch zu bauenden Teststrecke ausgewählt wurden. Beim Wettbewerbsfinale am 29. Januar 2017 fuhren drei Kapseln durch die Röhre. Die Kapsel des WARR Hyperloop Teams der Technischen Universität München erreichte die höchste Geschwindigkeit. Den Hauptpreis holte das Team der Technischen Universität Delft.
Elon Musk kündigte am 15. Januar 2015 zunächst an, in Texas eine Teststrecke zu bauen. Im Mai 2016 wurde ein Prototyp des Antriebs jedoch auf einer Teststrecke in Nevada der Öffentlichkeit vorgestellt und im März 2017 Bilder der Teststrecke in der Mojave-Wüste nahe Las Vegas veröffentlicht. Erste erfolgreiche Tests erfolgten wenig später, bei einem Praxistest Ende Juli wurde eine neue Rekordgeschwindigkeit von 310 km/h erreicht.

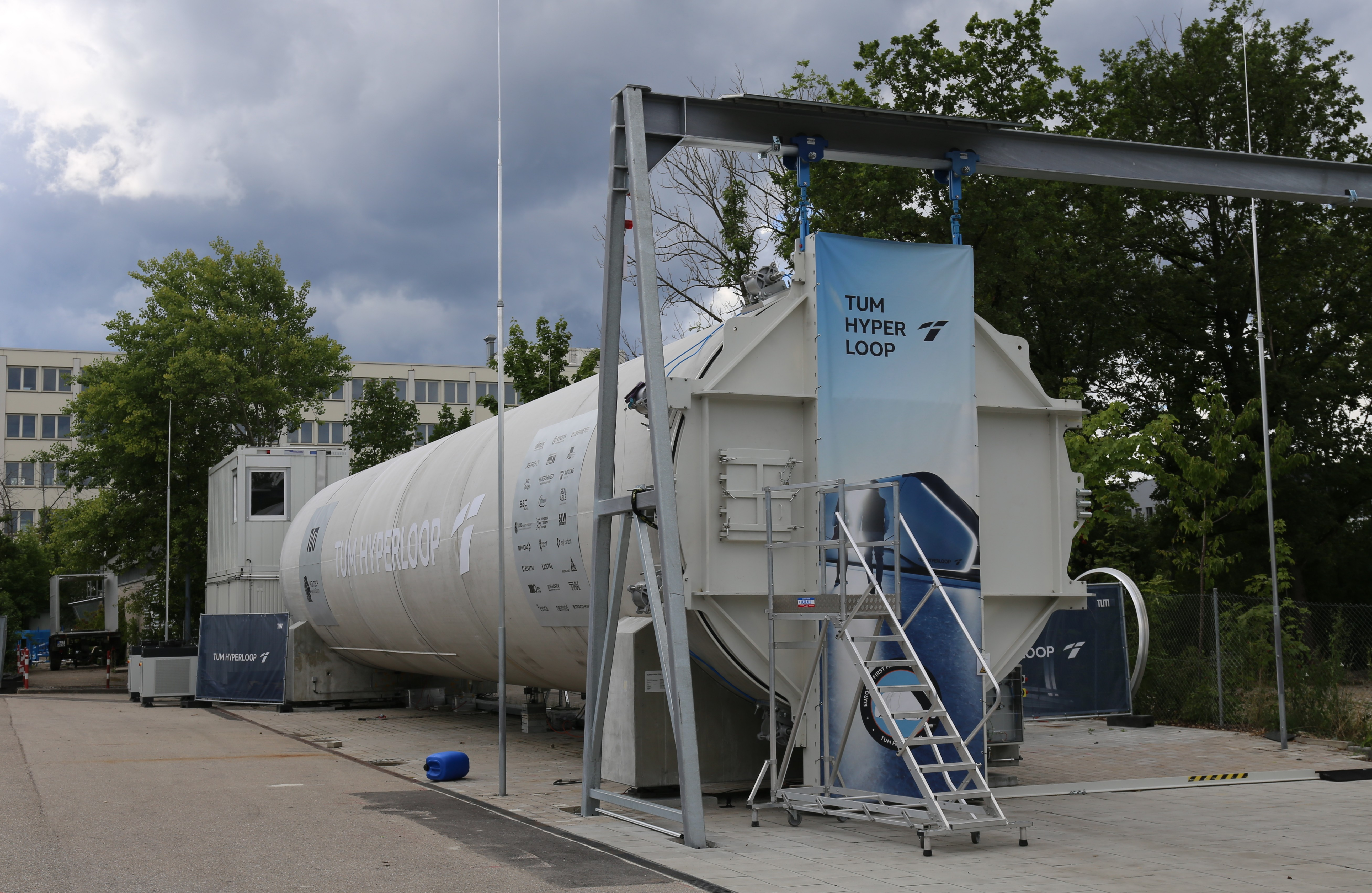
Eine 24 Meter lange Teststrecke in „Lebensgröße“ von TUM Hyperloop in Ottobrunn bei München

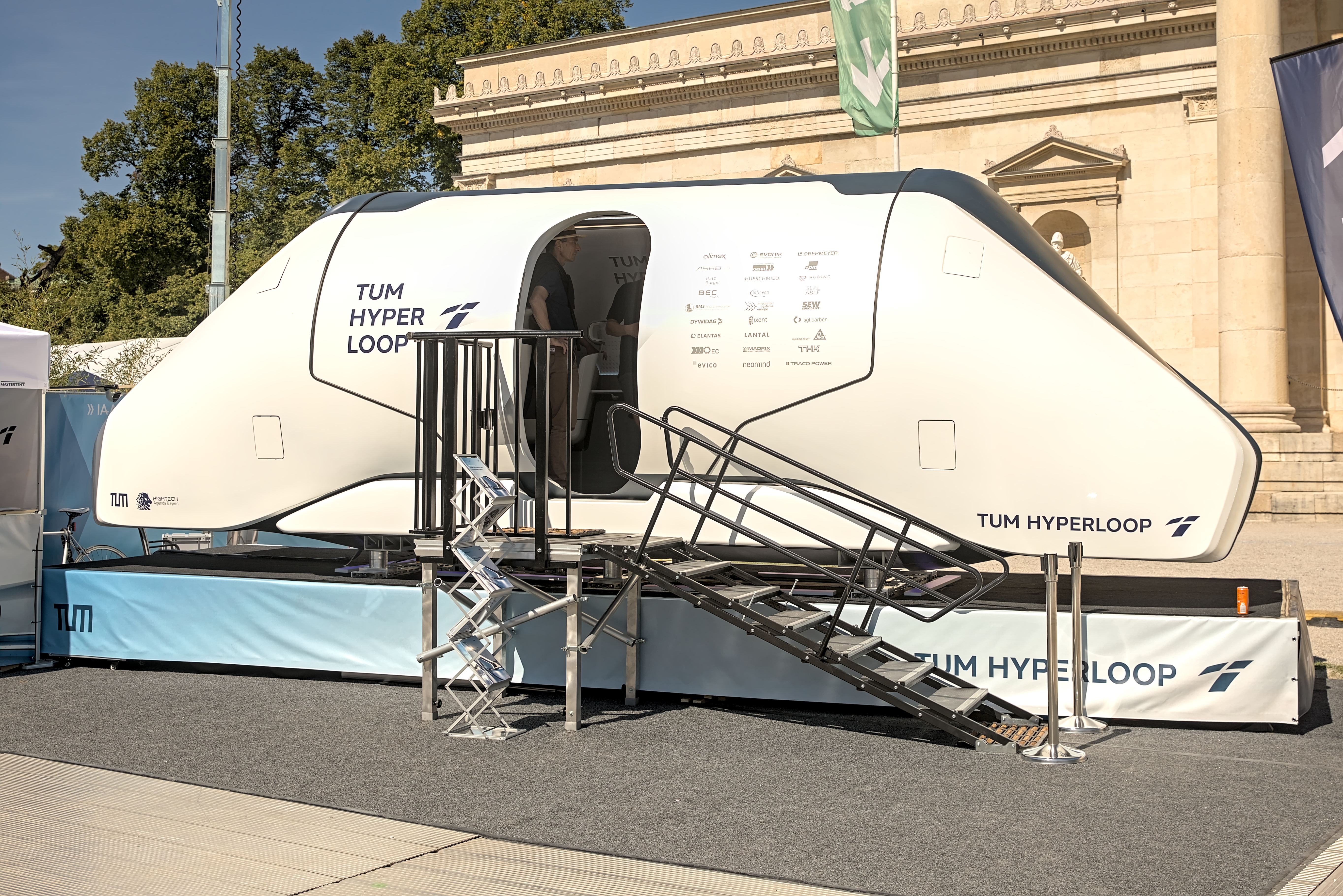
TUM-Hyperloop-Kapsel

Im August 2017 fand die zweite Hyperloop Pod Competition statt, bei der nur noch die Geschwindigkeit bewertet wurde. Wieder gewann das Team WARR Hyperloop der Technischen Universität München. Ihre Kapsel erreichte eine Rekordgeschwindigkeit von 324 km/h (201 mph) und war damit deutlich schneller als die der anderen Teams. Im Jahr 2018 gewann das WARR-Hyperloop-Team den Wettbewerb und erreichte mit einer Höchstgeschwindigkeit von knapp 467 km/h einen neuen Rekord. Das Team der TU München gewann auch den vierten Wettbewerb am 21. Juli 2019 (als TUM Hyperloop) mit einer Geschwindigkeit von 463,5 km/h.
Auf dem Campus des Hochschul- und Forschungszentrums Garching bei München existiert eine zu TUM Hyperloop gehörende Teststrecke, die für Testung von Pods für die Hyperloop Pod Competition aufgebaut wurde.
Nach 400 unbemannten Testfahrten hat die Kapsel am 8. November 2020 in der 500 m langen Teströhre in Las Vegas, Nevada, eine bemannte Testfahrt mit 172 km/h durchgeführt.
Im Herbst 2022 wurde die Hyperloop-Teststrecke von SpaceX abgerissen und durch einen Parkplatz für die Beschäftigten von Space-X ersetzt.
Südkorea arbeite seit 2017 an einem eigenen Hyperloop-System. Das Korean Railroad Research Institute (KRRI) gab 2020 bekannt, dass ihr Hyper-Tube, in der Größe einer Modelleisenbahn, während eines Tests eine Geschwindigkeit von über 1.000 km/h erreicht hat.
2018 haben die Hyperloop Transportation Technologies (HTT) mit Sitz in Los Angeles und die Hamburger Hafen und Logistik AG (HHLA), eine Kooperation zur Entwicklung einer Hyperloop für Containertransporte beschlossen. Das Projekt HHLA-Hyperloop wurde 2022 ohne Realisierung einer Anlage beendet.
Am 14. Dezember 2022 haben sich sieben Unternehmen zur The Hyperloop Association mit Sitz in Brüssel zusammengeschlossen, der ersten globalen Vereinigung innerhalb der Hyperloop-Branche.
Auch China war an der Entwicklung eines Hyperloop interessiert und hat dazu 2023 eine 2 Kilometer lange Teststrecke nahe Peking in Betrieb genommen. Ziel ist, dass ein zukünftiger Hyperloop Passagiere mit 1.000 km/h transportieren kann. Nach den ersten Testfahrten und Auswertungen plant man, die Teststrecke auf 37 Kilometer zu erweitern.
Indien plante 2019, innerhalb von zehn Jahren im südöstlichen Bundesstaat Andhra Pradesh einen funktionierenden Hyperloop zu entwickeln.
Im Juni 2023 fand die zweitägige internationale The Hyperloop Conference in Südkorea in der Stadt Busan statt. Daran nahmen diverse Akteure des Hyperloop-Ökosystems teil, darunter Hyperloop-Startups, verschiedene Unternehmen, Lieferanten und Investoren.

## Vorgeschlagene Routen
Gabriele Semino, Projektleiter von TUM Hyperloop, sieht das Potenzial von Hyperloops insbesondere bei langen Distanzen als Ersatz von Kurz- und Mittelstreckenflügen sowie von Hochgeschwindigkeitszügen. Allerdings ist die Kapazität der Hyperloop-Kapseln gegenüber Hochgeschwindigkeitszügen begrenzter und eine Hyperloop-Infrastruktur müsste vollständig neu aufgebaut werden.

### Europa

#### Vision for Europe

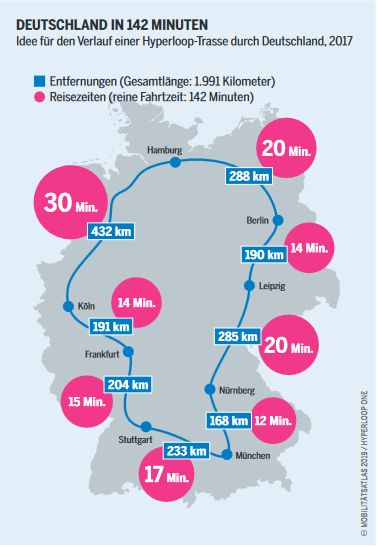
Hypothetischer Verlauf eines Hyperloops für Deutschland, inkl. Entfernungen und Reisezeiten

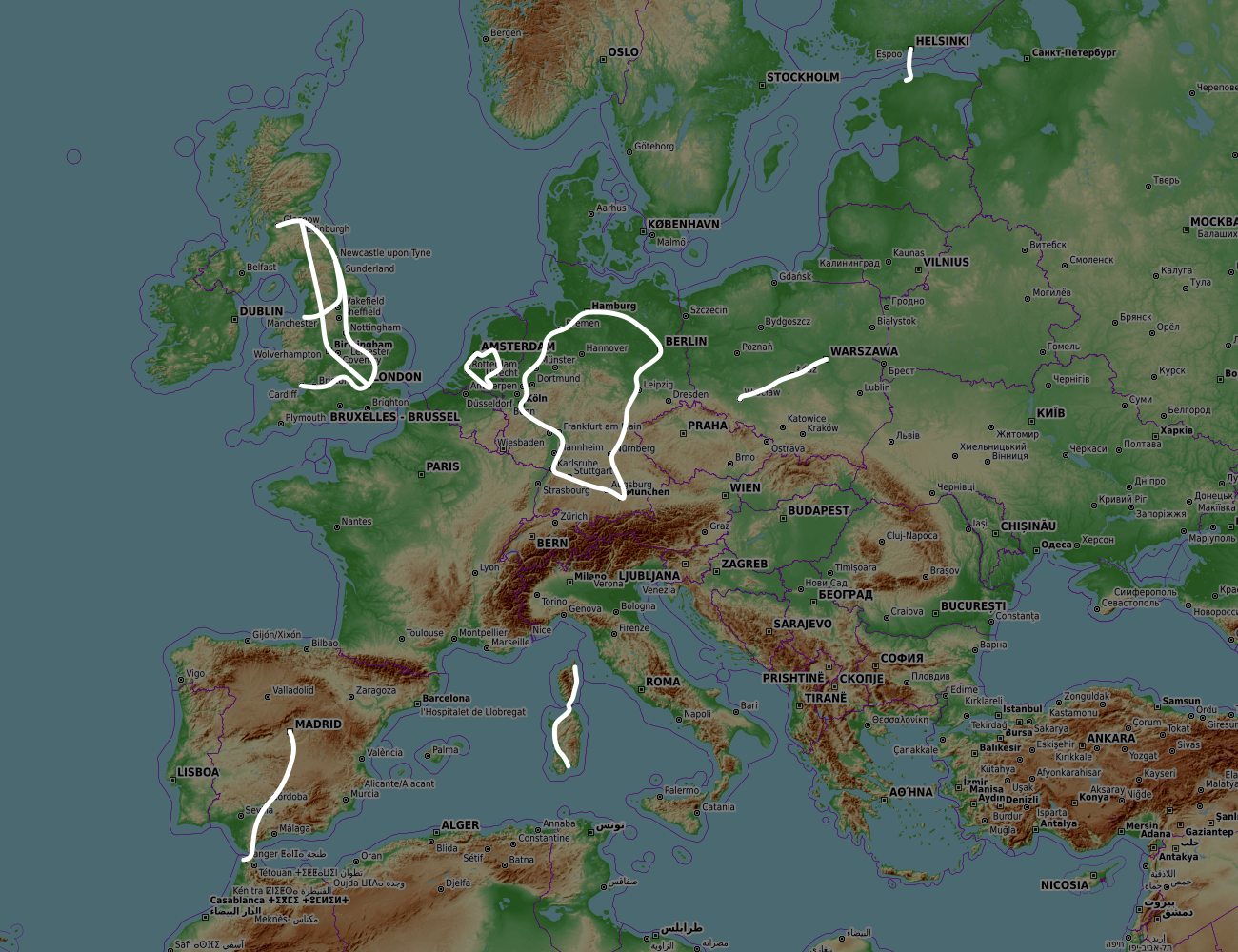
Vorgeschlagene Routen des Konzeptes „Vision for Europe“

Das Unternehmen Hyperloop One veröffentlichte im Juni 2017 unter dem Titel Vision for Europe insgesamt neun Konzepte für potentielle Hyperloopstrecken in Mittel- und Westeuropa.
Die längste der vorgeschlagenen Routen sieht einen kreisförmigen Streckenverlauf vor, der die Städte Berlin, Leipzig, Nürnberg, München, Stuttgart, Frankfurt am Main, Köln und Hamburg miteinander verbinden soll. Der Hyperloop soll die 1991 km lange Strecke in 142 Minuten befahren, wobei die voraussichtliche Fahrtzeit für Berlin–Leipzig mit 14 Minuten, Leipzig-Nürnberg mit 20 Minuten, Nürnberg–München mit 12 Minuten, München–Stuttgart mit 17 Minuten, Stuttgart–Frankfurt mit 15 Minuten, Frankfurt–Köln mit 14 Minuten, Köln–Hamburg mit 30 Minuten und Hamburg–Berlin mit 20 Minuten angegeben wird.
Unter den vorgeschlagenen Strecken finden sich weiterhin drei Routenvorschläge für Großbritannien, ein Ring ähnlich dem deutschen in den Niederlanden, diverse Städteverbindungen wie Helsinki–Tallinn, Madrid–Tanger und Warschau–Breslau sowie eine Verbindung über die Mittelmeerinseln Korsika und Sardinien.

#### Weitere Konzepte
Im März 2016 gab die slowakische Regierung bekannt, eine Vereinbarung mit Hyperloop Transportation Technologies zur Prüfung verschiedener Streckenoptionen – unter anderem von Bratislava nach Wien – geschlossen zu haben.
Auch die Fluggesellschaft Lufthansa führte nach Angaben einer Sprecherin bereits im August 2016 erste Gespräche mit Hyperloop Transportation Technologies (HTT). Demnach habe die Airline berechnet, welche innerdeutschen Flugstrecken durch die HTT-Technologie abgelöst werden könnten. Genannt wurden die Strecken München nach Hamburg, sowie die Fernverbindungen von Berlin nach Düsseldorf bzw. von Köln nach Berlin.
Im Rahmen eines Wettbewerbs des Bundes Deutscher Architekten (BDA) für die Entwicklung Berlins entwarf ein Architekturbüro die Vision eines neuen Berliner Stadtteils „Seaside Berlin“ an der Ostsee. Dieser Berliner Stadtteil an der Ostsee soll mittels Hyperloop in 10 Minuten von Berlin aus erreichbar sein.
Andere vorgeschlagene Strecken binden Inseln an größere Städte mit Hochgeschwindigkeitsstrecken der Bahn an oder queren Meerengen, wie Palma de Mallorca – Barcelona (Spanien), Jeju – Mokpo (Südkorea), Palermo – Neapel (Italien), London (UK) – Den Haag/Randstad (Niederlande), Taipei (Taiwan) – Fuzhou (China), Haikou – Zhanjiang (China), Busan (Südkorea) – Kitakyushu (Japan), Dublin (Irland) – Liverpool (UK), Belfast – Glasgow (UK), Nykøbing (Dänemark) – Rostock (Deutschland), Kopenhagen (Dänemark) – Stettin (Polen), Calvi/Korsika – Nizza (Frankreich), Havanna (Kuba) – Florida (US), Tanger (Marokko) – Cádiz (Spanien), Buenos Aires (Argentinien) – Montevideo (Uruguay), Dalian – Yantai (China) und Helsinki – Turku – Stockholm (Schweden). Diese Konzepte zielen damit mehr auf eine Verdrängung des Flugverkehrs ab als auf Verkürzung der Reisezeit.

### Vereinigte Staaten
Die in der Konzeptstudie vorgeschlagene Strecke von der Region um Los Angeles in die Region um San Francisco beginnt in Sylmar, einem Vorort von Los Angeles, folgt dann etwa der Interstate 5 nach Norden, und endet an einer Station in der Nähe von Hayward an der Ostseite der San Francisco Bay. Durch die Führung der Route entlang der Interstate müsste laut Musk nicht so viel Geld für den Kauf von Baugrundstücken aufgewendet werden. Es wurden auch mehrere mögliche Erweiterungsrouten in der Studie dargestellt, zum Beispiel eine Erweiterung nach Sacramento oder Anaheim nach San Diego oder auch Las Vegas. Diese würden zum Einsatz kommen, falls beschlossen werden würde, mit dem Hyperloop auch Güter zu transportieren.

### Vereinigte Arabische Emirate
Laut einem Werbevideo sollen auch die Vereinigten Arabischen Emirate an diesem Transportsystem interessiert sein. Man rechnet mit einer Fahrzeit von 12 Minuten zwischen den Zentren von Dubai und Abu Dhabi anstelle von zwei Stunden mit dem Auto.

## Unternehmen
Zur Entwicklung der Hyperloop-Technologie und Umsetzung von Projekten wurden mehrere Unternehmen gegründet, darunter:
- Hyperloop Transportation Technologies – In den Vereinigten Staaten ansässiges, 2013 – und damit als erstes – gegründetes Hyperloop-Unternehmen, das mit Stand Februar 2021 rund 30 Millionen US-Dollar Investorenkapital eingesammelt hat.[79] und mehrere Teststecken gebaut hat, darunter eine 320 Meter lange Strecke in Toulouse, Frankreich.[80]
- Hardt Hyperloop – 2016 aus der TU Delft hervorgegangenes, in den Niederlanden ansässiges Startup, das ein Hyperloop-Netz für Europa plant. Gemeinsam mit anderen europäischen Hyperloop-Unternehmen werden Standardisierungsinitiativen vorangetrieben, um eine langfristige Interoperabilität verschiedener Systeme in Europa sicherzustellen. In diesem Zusammenhang erhielt Hardt Hyperloop einer Förderung der Europäischen Kommission, um eine drei Kilometer lange Teststrecke in der Provinz Groningen zu errichten.[81][82] Im März 2024 wurde in Veendam bei Groningen eine 420 Meter lange Teststrecke eröffnet. Der Direktor des European Hyperloop Center – Sascha Lamme – rechnet mit einer ersten Hyperloop-Strecke von vielleicht fünf Kilometern, die Passagiere befördern wird, bis 2030.[83]

- Nevomo (vormals Hyper Poland) – 2017 mehrheitlich aus Absolventen der TU Warschau hervorgegangenes, polnisches Startup, dessen Fokus auf einer kürzeren Time-to-Market durch die Anwendung verschiedener Prinzipien des Hyperloop-Ansatzes auf konventionelle Eisenbahnstrecken liegt. Nevomo plant den Einsatz von kostengünstiger Magnetschwebetechnologie auf einem dritten Gleis auf bestehenden Eisenbahntrassen, wovon genehmigungsrechtliche und finanzielle Vorteile erwartet werden. Die Technologie, die erstmals im Herbst 2019 mit einem Technologiedemonstrator der Öffentlichkeit vorgestellt wurde, ist dergestalt konzipiert, das ein gradueller Ausbau bis zu einem Voll-Hyperloop ermöglicht werden soll.[84] Im Jahr 2021 begann Nevomo im polnischen Nowa Sarzyna mit dem Bau der längsten Teststrecke Europas für passive Magnetschwebebahnen, die Ende 2022 fertiggestellt wurde.[85]
- Zeleros – 2016 von Absolventen der Polytechnischen Universität Valencia gegründetes, in Valencia ansässiges Startup, das 2020 eine Finanzierungsrunde in Höhe von 7 Millionen Euro abschließen konnte, mit der ein Testzentrum mit drei Kilometer langer Teststrecke in Spanien errichtet werden soll.[86] Zeleros ist gemeinsam mit Hardt und Nevomo an der europäischen Standardisierungsinitiative beteiligt.

Ehemalige:
- Hyperloop One (vormals Virgin Hyperloop One und davor Hyperloop Technologies) – 2014 gegründetes US-amerikanisches Unternehmen, das im November 2020 die erste bemannte Fahrt in einer Hyperloop-Kapsel auf einer 500 m langen Teststrecke durchführte.[87] Das Unternehmen hatte mit Stand Februar 2021 Finanzierung in Höhe von rund 370 Millionen US-Dollar von verschiedenen Investoren erhalten,[88] darunter in signifikanter Höhe von der Virgin Group, was zur Umbenennung des Unternehmens in Virgin Hyperloop One führte.[89] Im Februar 2022 gab das Unternehmen bekannt, das Thema Personenbeförderung aufzugeben. Das Konzept sollte künftig ausschließlich auf den Transport von Fracht ausgerichtet werden. Gleichzeitig mit der Bekanntgabe der Neuorientierung des Unternehmens wurde die Hälfte der Belegschaft entlassen.[90][91] Im Dezember 2023 meldete Bloomberg News, dass das Unternehmen den Betrieb eingestellt habe und geschlossen werde, da es keinen Auftrag zum Bau eines funktionierenden Hyperloops erhalten habe.[92]

## Forschungsprogramme
Für die Entwicklung der Hyperloop-Technologie werden neben den Unternehmen auch verschiedene Forschungsprogramme betrieben, darunter:
- TUM Hyperloop (vormals WARR Hyperloop) – Forschungsprogramm, das 2019 aus dem Team der Hyperloop Pod Competition von der Technischen Universität München hervorging. Dort hatte das Team von TUM Hyperloop mit Blick auf die Geschwindigkeit alle vier Wettkämpfe in Folge gewonnen und erreichte dabei den noch heute gültigen Weltrekord von 467 km/h.[93] Das Forschungsprogramm hat die Ziele, die technische Machbarkeit anhand eines Demonstrators, als auch simulativ die ökonomische und technische Machbarkeit des Hyperloopsystems zu untersuchen.[94] Der geplante 24 m lange Demonstrator soll dabei aus einem Tube und einem Pod in Originalgröße bestehen.[95] Am 26. Juli 2023 wurde die 24 Meter lange Teströhre aus Beton eröffnet.[96] Die nächsten Schritte sind nach Abschluss der ersten Projektphase die Erweiterung auf 400 m, um höhere Geschwindigkeiten zu untersuchen. Dies ist im Münchner Umland geplant, in Taufkirchen, Ottobrunn oder am Flugplatz Oberpfaffenhofen.[97]
- EuroTube ist eine Non-Profit-Forschungsorganisation für die Entwicklung der Vacuum-Transport-Technologie.[98] EuroTube entwickelt gerade eine 3,1 km lange Teströhre in Collombey-Muraz, Schweiz. Die Organisation wurde 2017 an der ETH Zürich als Schweizer Verein gegründet und 2019 in eine Schweizer Stiftung umgewandelt.[99] Die Teströhre ist im Maßstab 2:1 geplant mit einem Durchmesser von 2,2 m und ausgelegt auf 900 km/h.[100]

## Kritik
Kurz nach Veröffentlichung wurden die finanziellen und technologischen Annahmen des Hyperloop-Konzepts in Zweifel gezogen.
John Hansman, Direktor des MIT International Center for Air Transportation, sagte der MIT Technology Review 2013, dass die Idee zwar physikalisch machbar sei, aber extrem teuer werden würde. Er sieht eine große Anzahl bislang nicht gelöster technischer Herausforderungen. „Meine Frage ist nicht, ob es realisierbar ist, sondern ob es in einer Art umsetzbar ist, die von einem energietechnischen Standpunkt und auch von ökonomischer Seite Sinn ergibt.“
Markus Hecht, Leiter des Fachgebiets Schienenfahrzeuge der Technischen Universität Berlin, habe sich die Konzeptstudie zwar noch nicht angesehen, äußerte aber im Jahr 2013 generelle Kritik: Er halte derartige Konzepte für unrealistisch. Er nennt das physikalische Problem der Abwärme, welches in einer Vakuumröhre kaum zu lösen sei.
Außerdem sei die Rettung der Passagiere im Notfall schwierig. Auch andere Experten machen sich Sorgen um die Sicherheit, besonders bei Erdbeben. Zwar soll der Hyperloop mit einem Notsystem ausgestattet werden, das im Falle eines Bebens die Kapseln stoppen lässt, doch die große Geschwindigkeit von über 1200 km/h würde einen Bremsweg von fast zwei Kilometern bei einer Bremszeit von 15 Sekunden erzeugen. Auch sei die Toilettenfrage noch nicht geklärt und das Gewicht für einen Passagier samt Gepäck mit 100 Kilogramm zu gering berechnet. Vor allem in den USA müsste bei einem Durchschnittsgewicht von 80 Kilogramm das Gewicht realistischer berechnet werden.
Als größtes Problem wird die als unrealistisch angesehene Kostenrechnung genannt. Hecht verweist hier auf das aus Kostengründen eingestellte Swissmetro-Projekt und ähnliche Vorhaben, die die geplanten Kosten überstiegen. René Lavanchy merkt im britischen Guardian an, dass die uneinheitliche Höhe der Stützpfeiler die Massenproduktion erschwere und das Bauen auf dem Autobahngrünstreifen sicherlich zu schwer tolerierbaren längeren Störungen im ohnehin staugeplagten Verkehr auf der Interstate 5 führen würde.

## Herausforderungen
Zu den zu lösenden Problemen gehören folgende Punkte:
- Kapsel: Antrieb, Schweben der Kapseln, Energieversorgung der Kapseln während der Fahrt, Kupplung von Kabinen,  Materialfragen im Falle eines Antriebs durch eine Turbine in der Kapsel, Luftversorgung der Fahrgäste und Verbleib der ausgeatmeten Luft (im Zusammenhang mit dem Vakuum), Ein- und Ausstieg mit Zahl und Größe der benötigten Einstiegsöffnungen der Kapseln und den damit zusammenhängenden Bewegungsmöglichkeiten innerhalb der Kapsel etc.
- Fahrwege/Röhren: Herstellung von Abzweigen, Lösungen für den Fall einer Abbremsung bzw. Berührung der Innenwand durch die Kapsel, genaue bauliche Ausrichtung der Röhren bei geringem Spalt zwischen Magneten der Kapsel und ihrer Führung, benötigte Kurvenradien, Längenausdehnung bzw. Materialspannungen in der Röhre je nach Temperatur, geringere Stabilität gegen Verformung einer Röhre mit Unterdruck im Vergleich zu einer mit Überdruck, Übermaße der Rohre beim Transport auf der Straße, Störungen des Straßenverkehrs durch den Bau von Stelzen bei Errichtung entlang von Straßen, erschwerte Einführung der Rohre in gebohrte Tunnels im Vergleich zu Segmenten konventioneller Tunnelauskleidungen, Luftwiderstand in der Röhre bzw. der Weg der vor der Kapsel befindlichen Luft hinter dieselbe, weitere aerodynamische Kräfte, Herstellung von Druckschleusen, in denen die Kapseln vom normalen Luftdruck ins Vakuum wechseln und die Minimierung des dabei zu pumpenden Volumens an Totluft, Herstellung sicherer Verschlüsse und Abdichtung dieser Druckschleusen etc.
- Vakuum: Wirkungen des Vakuums auf Materialien, Umgang mit Lufteintritt in die Röhren bis hin zu vollständigen Brüchen, Herstellung und Steuerung von Sicherheitsschleusen für den Fall eines punktuellen Bruchs der Röhre, Beschädigung bzw. Beschleunigung von Kapseln durch die Druckwelle eintretender Luft und ihr Zusammenprall mit anderen Kapseln, Sicherheitsfragen für die Umgebung im Fall eines Bruches (eine gebrochene Röhre würde wie ein riesiger Staubsauger wirken) etc.
- Sicherheit: Evakuierung der Fahrgäste im Fall von Störungen und die dazu ggf. benötigte Beförderung der Kapseln zu Ausgängen und elektromagnetische Abschirmung durch die Röhre, Raum zur Öffnung der Türen bei Störfällen etc.

Die benötigten Stahlmengen und deren Herstellung beeinflussen die Umweltverträglichkeit; bei konventioneller Herstellung des Stahls in Kohle-beschickten Hochöfen kann je nach Passagierzahl und Art der Stromerzeugung bereits die CO2-Emission bei der Stahlherstellung der Hyperloop-Röhren umgerechnet in der Größenordnung der CO2-Emissionen je Personenkilometer von Bahnfahrten liegen. Während bei neuen Bahnlinien bereits die Fertigstellung von Teilstrecken im Netz sofort Vorteile bringt, ist ein neues Verkehrssystem erst einsetzbar, wenn die gesamte Strecke zwischen zwei Stationen errichtet wurde.
Für Röhren-Gabelungen waren lange keine Lösungen bekannt, bis die niederländische Firma Hardt 2019 eine Lösung ankündigte.
Die Konzepte unterscheiden sich deutlich hinsichtlich des Querschnitts von Fahrzeugen und benötigten Röhren. Während Musk Fahrzeuge mit zwei Personen nebeneinander in Liegesitzen zeigte, mit 6 bis 8 Passagieren je Kapsel und 3 Kapseln je Zug, zeigen andere Zeichnungen Sitzreihen mit 2+2 Plätzen und einem Mittelgang mit großzügiger Stehhöhe, mit einer Länge ähnlich konventioneller Züge. Auch der Antrieb und Auftrieb, die Minderung des Gegendrucks in der Röhre und die Druckhaltung werden unterschiedlich gelöst und geben damit Anlass zu spezifischer Kritik. Teils werden die gesamten Kapseln in einen Streckenabschnitt auf Umgebungsdruck gebracht, bei der Swissmetro sollte ein Übergang die druckdichte Verbindung bei den Eingängen der Kapsel herstellen.

## Rundfunkberichte
- Ralf Krauter: Rohrpost für Passagiere – Hype um den Hyperloop, Deutschlandfunk – „Wissenschaft im Brennpunkt“ vom 27. August 2017